# Francisco Rosselló Miralles
Francisco Rosselló Miralles fue un pintor español.
Nació en Palma de Mallorca en 1863, en el seno de una familia acomodada, y falleció en esta misma ciudad el 17 de enero de 1933. Pintor ilustre de Mallorca, estudió en la Academia de Bellas Artes de Palma de Mallorca. Fue condiscípulo de Lorenzo Cerdá Bisbal (Llorenç Cerdà Bisbal), Pere Càffaro y otros. Discípulo de Juan Mestre Bosch (Joan Mestre Bosch), por quien mostró una especial predilección, fue su principal instructor pictórico. Amplió estudios en el taller-escuela que Juan Mestre tiene en Palma.
Hizo una producción relativamente escasa en número de obras, compartida con la docencia artística. Su temática es variada, aunque dominaban mayoritariamente los paisajes rurales de Mallorca, en los cuales inicialmente solía incluir escenas de las labores habituales del campo, de las cuales posteriormente prescindió. Son también frecuentes las marinas (paisaje de costa), los patios y los jardines urbanos. En menor medida, trató la naturaleza muerta y el retrato.
Sus primeras pinturas están influidas por la línea naturalista de Juan Mestre. Posteriormente, en sintonía con una línea academicista, le influyó parcialmente la obra de paisaje de Antonio Ribas (Antoni Ribas) (refrendada por entonces con un amplio reconocimiento artístico), de estilo realista, sobrio e intimista. 
En 1896 fue admitido a "The 128 Exhibition of the Royal Academy of Arts" (Londres), con la obra "Valldemossa". En 1897 obtuvo uno de los premios de paisaje en el concurso convocado por el Círculo Mallorquín (Cercle Mallorquí) para la decoración de la Catedral de Palma, sobre el esbozo del cual hizo una obra de gran formato, "Las segadoras" ("Ses segadores"). Ese mismo año, obtuvo la medalla de plata de la Exposición Balear, en Sóller. A finales del siglo XIX predominan los paisajes rurales con escenas costumbristas —"Jovencita cosiendo en un jardín" ("Joveneta cosint a un jardí")—, las marinas —"Sa Foradada"— y composiciones que conjugan las escenas de interiores con figuras y el paisaje —"Migdia"—. Interesado sobre todo por la luz y el colorido, sus obras evolucionaban con acento luminista en el cual predominaban las gamas cálidas poco contrastadas. Sus obras reflejaban las labores del campo al sol: "Fermant garbes" o "A s'era".
En 1901 obtuvo por oposición la plaza de ayudante meritorio de la sección artística de la Escuela Elemental de Industrias y Bellas Artes de Palma y fue nombrado vocal de la Junta Provincial de Instrucción Pública de las Baleares.
Situado estilísticamente en la órbita de la tradición académica, desde el principio del siglo XX la influencia de la pintura modernista se evidencia casi exclusivamente en el cromatismo de sus obras, que evolucionaban en una línea de interpretación emocional del colorido de los motivos. Con todo, desde el primer momento su relación con los pintores adscritos al movimiento modernista fue abierta y cordial, tanto con Antonio Gelabert (Antoni Gelabert), como con Joaquín Mir (Joaquim Mir), con los cuales viajó a Barcelona, en septiembre de 1900, donde se supone que tuvo contacto con círculos modernistas, como Els Quat
re Gats. La admiración por las obras de Santiago Rusiñol se convirtió en un predominio de las gamas de tonos verdes y violetas, patente en algunos paisajes, como "Biniaraix" y "Vall de Sóller").
En 1907, con Lorenzo Cerdá Bisbal, fue encargado de la formación del incipiente Museo de Bellas Artes de Mallorca. Obtuvo diversas medallas y premios. Ocupó, de forma interina, la plaza de profesor de paisaje y perspectiva, además de secretario, de la Escuela de Artes y Oficios de Palma. En 1915 realizó una muestra de sus pinturas en Montevideo, con las cuales obtuvo éxito de crítica y de ventas.
A partir de la segunda década del siglo XX, la práctica pictórica tuvo, en ocasiones, carácter intermitente. El 17 de enero de 1933 falleció trágicamente al ser atropellado por un vehículo cuando salía de haber inaugurado una exposición individual en las Galerías Costa (Palma de Mallorca). 
Una plaza de Palma de Mallorca lleva su nombre. 
Estuvo casado con la ilustre compositora mallorquina María Sabater Gerli (Maria Sabater i Gerli).